# House of Gold & Bones – Part 1
House of Gold & Bones – Part 1 ist das vierte Studioalbum der US-amerikanischen Rockband Stone Sour. Es erschien am 19. Oktober 2012 in Deutschland und ist der erste Teil des gleichnamigen Doppelalbums. Der zweite Teil, House of Gold & Bones – Part 2, wurde im April 2013 veröffentlicht.

## Entstehungsgeschichte

### Vorgeschichte
Die Idee für das Konzeptalbum existierte laut Aussagen von Corey Taylor bereits vor dem Erscheinen des letzten Studioalbums Audio Secrecy. Als Slipknot 2011 auf den Sonisphere Festivals spielten, soll die Idee konkreter geworden sein und Taylor begann nach der Tour einige Demos aufzunehmen. Die anderen Bandmitglieder waren laut Taylor von der Idee sofort angetan. Im Studio realisierte die Band jedoch, dass das Material auf zwei Alben verteilt herausgebracht werden müsste.

### Produktion
Am 20. März 2012 begann die Band offiziell mit den Arbeiten für ein neues Album. Kurz darauf gab die Band jedoch bekannt, dass der langjährige Bassist Shawn Economaki ausgetreten sei. Die Beweggründe wollte die Band allerdings erst zum richtigen Zeitpunkt erläutern. Gitarrist James Root sprach davon, dass er immer noch ein Freund der Band wäre. Ein fester Ersatz für Economaki wurde bisher nicht bestätigt. Das Album wurde daher von Rachel Bolan eingespielt, wie im Juni bekanntgegeben wurde. Der durch seine Tätigkeit bei Skid Row bekannt gewordene Bassist half während der Aufnahmen der Band vorübergehend im Studio aus und spielte beide Teile ein. Das Album wurde nicht wie zuletzt die beiden Vorgängeralben von Nick Raskulinecz produziert, sondern von David Bottrill. Dieser produzierte schon u. a. Alben für Tool, Staind und Muse. Die Bandmitglieder zeigten sich mit der Produktion zufrieden.

„Es mag zwar abgedroschen Klingen, aber Produzent David Bottrill mutierte im Verlauf der Aufnahmen wirklich zu unserem fünften Bandmitglied. Er hat nicht nur das Konzept voll begriffen, sondern auch die beste Leistung aus uns herausgekitzelt, ohne uns auf die Nüsse zu gehen. Da war viel psychologisches Geschick von Bottrills Seite gefragt.“

### Herkunft des Titels
Der Titel entspringt einem Lied mit dem Namen The House of Gold & Bones, das zu Zeiten der Aufnahmen von Audio Secrecy entstanden ist. Den Titel habe Taylor einem Buch entnommen, welches den Briefverkehr zu Zeiten des amerikanischen Bürgerkriegs zum Thema hatte. Darin sollen Glück und Trauer mit den Worten „Gold“ und „Bones“ beschrieben worden sein. Ihn faszinierte das Wortspiel und nannte es „eine wunderbare Metapher für die Menschliche Seele“.

### Promotion
Am 11. Juni gab Taylor auf seinem Twitter-Profil bekannt, dass das Album den Namen House of Gold & Bones trägt und aus zwei Teilen bestehen würde. Insgesamt wurden 24 Songs aufgenommen, von denen elf es auf den ersten Teil geschafft haben. Des Weiteren nannte er auch die Titel zu den Songs Absolute Zero, RU486, A Rumor of Skin, sowie Taciturn. Letzteres Stück führte Taylor bereits in einer Acoustic-Version im Rahmen des Download-Festivals 2012 am 9. Juni auf.
Um für das anstehende Album Werbung zu betreiben, veranstaltete die Band via Twitter eine Art Schnitzeljagd. Dabei versteckten die Mitglieder an den Auftrittsorten von Taylors und Roots anderer Band Slipknot, während des Mayhem Festivals Pakete, die Drumsticks, Plektren und letzten Endes auch Liedtexte aus dem neuen Album versteckten. Dann postete die Band ein Foto des Verstecks auf Twitter. Durch in den Paketen enthaltene Codes konnten die Fans auf der Homepage das Cover sowie mit Gone Sovereign und Absolute Zero die ersten Songs freischalten.
Folglich daraus wurden Anfang August die zwei Songs gleichzeitig auf dem YouTube-Kanal von Roadrunner Records hochgeladen. Des Weiteren veröffentlichte die Band die Trackliste. Offiziell wurden sowohl Gone Souvereign als auch Absolute Zero am 24. August als Singles ausgekoppelt. Sie wurden fortan digital auf Amazon und ITunes zum Herunterladen zur Verfügung gestellt. Zu beiden Liedern wurden Musikvideos gedreht, wobei das Video zu Gone Sovereign am 11. Oktober im Internet verbreitet wurde. Am 14. November folgte schließlich das Video zu Absolute Zero. Die Aufnahmen fanden in Des Moines unter der Leitung P.R. Brown statt, der schon für mehrere Musikvideos der Band als Regisseur verpflichtet wurde. Zu anderen Liedern veröffentlichte die Band vereinzelt auf ihrer SoundCloud-Seite 20- bis 30-sekündige Ausschnitte und stellten am 12. Oktober mit RU486 einen weiteren kompletten Song vor, der jedoch bisher nicht als Single veröffentlicht wurde.

## Stil
Den Stil des Albums beschrieb Taylor als eine Mischung aus „Pink Floyds The Wall sowie Alice in Chains’ Dirt auf Stereoide“. Gitarrist Josh Rand fügte hinzu, dass die Songs eine Geschichte ergeben würden. Sie handelt von einem Mann, der in seinem Leben bestimmte Entscheidungen trifft, um einen bestimmten Weg zu gehen, wobei jedes Lied unterschiedliche Seiten seiner Persönlichkeit wiedergibt. Taylor fügte hinzu, dass die betreffende Person auf dem Weg sei, erwachsen zu werden, und sich damit schwer tue. Taylor meinte außerdem, das viel seiner persönlichen Biografie in dem Album stecken würde.

„Die Geschichte an sich ist frei erfunden und kreiert eine andere Welt. Aber die Charaktere entspringen den Erinnerungen und Erfahrungen, die ich in meinem bisherigen Leben gemacht habe. Daher war es mir wichtig, das Ganze mit einer gehörigen Portion Realismus zu versehen, damit die Fans einen eigenen Bezugspunkt finden können. Und natürlich geht es auch um Entscheidungen, die ich in meinem Leben getroffen oder eben nicht getroffen habe.“

Zudem meinte Rand, dass man sich zu sehr von der Härte des gleichnamigen Debüts entfernt hätte. Da sich Konzeptalben prinzipiell nicht an Regeln halten würden, sei es der Band deshalb möglich gewesen wieder schnellere Stücke zu komponieren. Auch musste die Band anders ansetzen, da man eine Geschichte erzählen wollte.

„Alles war erlaubt. Das ist ein anderer Ansatz, als wenn es an ein 'normales' Album geht. Du denkst nicht mehr daran, ob das neue Material einen Hit enthält oder eine Single. Stattdessen musst du eine Geschichte erzählen.“

## Bedeutung der Liedtexte in Bezug auf die Handlung
Der Opener Gone Sovereign definiert laut Taylor den Grundton des gesamten Albums. Es geht um das selbstsüchtige Streben nach Leben und ist auch der Ausgangspunkt der Geschichte. Absolute Zero stellt das Gegenteil dar und soll eine unterbewusste Seite in uns allen sein. Die Person möchte darin einen Schritt nach vorne wagen. In A Rumor of Skin taucht erstmals eine Einfluss nehmende Stimme im Unterbewusstsein auf, die wie eine Depression wirkt, jedoch als nicht so schlimm dargestellt wird. In The Travellers Pt. 1 zeigt sich die menschliche Seite des Protagonisten wieder und beklagt sich, dass innerer Frieden vorbei ist. In dem Stück Tired muss die Person im inneren Kampf ein großes Opfer bringen, was sehr viel Kraft kostet. Es besteht die Gefahr, sich mit Schuldzuweisungen aufzuhalten und im Leben nicht weiterzukommen. In RU486 ist der Mann unfähig sich zwischen den inneren Stimmen zu entscheiden. Der Zuhörer bekommt die innere Wut zu hören. Etwas Neues möchte in My Name Is Allen die inneren Stimmen ersetzen und scheint damit den Wahnsinn perfekt zu machen. Jedoch versucht der Mensch in Taciturn alle diese Dinge auf einen Nenner zu bringen und will einen Kompromiss zwischen den Polen herstellen. Dies geht jedoch nicht auf, sodass der Protagonist in The Travellers Pt. 2 erkennt, dass er völlig wehrlos ist. In Last of the Real wird der Zyklus wieder geschlossen, der mit Gone Sovereign begonnen hat, indem die selbstsüchtige Seite wieder ihre Überlegenheit zum Ausdruck bringt. Laut Taylor handelt es sich dabei um eine Art Cliffhanger, der mit dem Anfang von House of Gold & Bones – Part 2 geschlossen wird.

## Rezeption
Die Redaktion der deutschen Zeitschrift Metal Hammer kürte House of Gold & Bones – Part 1 in der November-Ausgabe zum Album des Monats. Redakteur Jakob Kranz äußerte, dass man Geduld haben müsse, um das Album zu verstehen, da man es hier mit dem intensivsten Werk von Stone Sour zu tun hätte. Mit diesem Album hätte sich die Band von Slipknot endgültig „abgenabelt“. Ihn überraschte vor allem die stilistische Vielfalt die von „Power Rock der Siebziger“ bis „Metallica-BLACK ALBUM-Punch“ reichen würde. Des Weiteren lobte er die Gesangsleistung von Corey Taylor, die „die Emotionen des Charakters in jeder einzelnen Silbe authentisch transportiert und dabei von wütendem Slipknot-Gebell mit geschwollener Halsschlagader bis hin zum verschwörerischen Geoff Tate-Gemurmel die gesamte Palette seines Könnens präsentiert.“ Er vergab sechs von sieben möglichen Punkten und war der Ansicht, dass mit dem zweiten Teil nichts schiefgehen würde.
Peter Kubaschk von Powermetal.de schob vor allem die Gesangsleistungen von Taylor in den Vordergrund. Er habe ein „unglaubliches Gefühl in den Stimmbändern, als auch eine echte Metalllegierung bis hin zu den wütenden Extremen“ und bezeichnete ihn als eine Art modernen John Bush. Somit habe die Band hohe Erwartungen auf den zweiten Teil geweckt. Kubaschk schlussfolgerte daraus, dass das vollständige Konzeptalbum der Karriere der Band die Krone aufsetzen würde und vergab abschließend eine Note von 9,5 von zehn Punkten.
Für Moritz Grütz von Metal1.Info stellt House of Gold & Bones – Part 1 ein Meisterstück dar, welches deutlich rockiger wär als der Vorgänger, da Audio Secrecy nicht überall auf offene Ohren gestießen sei und es fraglich gewesen wäre ob Stone Sour noch einmal die Kurve kriegen würden. Die Band würde sich kraftvoller denn je präsentieren, wovon auf die gefühlvolleren Momente des Albums profitieren würden. Die Wertung lag ebenfalls bei 9,5 von zehn möglichen Punkten.
Kritischer jedoch stand Thomas Kupfer vom Magazin Rock Hard dem Album gegenüber. Er war der Ansicht, dass das Talent von Corey Taylor einer gewissen Berechenbarkeit gewichen sei. Zwar „unterläuft kein Song ein gewisses Qualitätsniveau, die Produktion ist wie gewohnt knackig, aber Ausreißer nach oben, also echte Hits, sucht man vergeblich.“ Außerdem sprach er von Liedern die aus dem „Songwriting-Bausatzkasten“ einer beliebigen Modern-Metal-Band entstanden seien. Für Stone Sour wäre diese Tatsache ein bisschen dürftig. Er vergab sieben von zehn möglichen Punkten.
Auch für Michael Edele von Laut.de sind einige Lieder durchwachsen geraten, auch wenn die Geschichte schlüssig und logisch sei. Einige Songs würden einfach nicht zu fesseln wissen, wie z. B. A Rumor of Skin und My Name is Allen. So stelle sich die Frage „ob man sich besser auf ein einziges, starkes Album konzentriert hätte.“ Dies würde sich allerdings erst nach dem zweiten Teil sagen lassen. Er lobte allerdings, dass Taylors Stimmbänder immer wieder gut anzerren und sich die Gitarristen die Soli wie Bälle zuspielen würden. Sein persönlicher Favorit ist Influence of a Drowsy God, welches am ambitioniertesten rüberkomme. Er vergab drei von fünf Punkten.
Das Onlinemagazin Loudwire wählte House of Gold & Bones – Part 1 zum Rockalbum des Jahrzehnts.

## Aufmachung
Das Album ist nur im Digipak erhältlich. Es ist so verpackt, dass es bei der Öffnung zu einem Haus zusammengestellt werden kann. Allerdings ist das Haus unvollständig und kann nur mit House of Gold & Bones – Part 2 komplettiert werden. Anstelle der Songtexte, ist im Booklet die passende Geschichte zu den Liedern enthalten. Das Booklet ist mit der – allerdings falsch übersetzten – lateinischen Aufschrift In Domus, De Aurum, Et Ossium versehen, was auf Deutsch so viel wie „in einem Haus aus Gold und Knochen“ bedeuten soll. Eine richtigere Übersetzung hierfür wäre allerdings in domo auri et ossium. Auch auf dem Booklet des zweiten Teiles, welches ähnlich aufgebaut ist wie beim ersten, ist diese Aufschrift vorzufinden.

## Trackliste
House of Gold & Bones – Part 1 ist sowohl von den Titeln als auch der Länge her das bisher kürzeste Stone-Sour-Album. Allerdings veröffentlichte die Band das Album bereits zwei Jahre nach dem letzten, während der Abstand der vorherigen drei Alben vier Jahre betrug. Die japanische Edition enthält zusätzlich eine Demo des Songs Gallows Humor.
| #  | Titel                      | Länge | Bemerkung                                                    |  |
| -- | -------------------------- | ----- | ------------------------------------------------------------ |  |
| 1  | Gone Sovereign             | 4:03  | Erste Single                                                 |  |
| 2  | Absolute Zero              | 3:49  | Zweite Single                                                |  |
| 3  | A Rumor of Skin            | 4:11  |                                                              |  |
| 4  | The Travelers Pt. 1        | 2:26  |                                                              |  |
| 5  | Tired                      | 4:11  |                                                              |  |
| 6  | RU486                      | 4:22  |                                                              |  |
| 7  | My Name Is Allen           | 4:18  |                                                              |  |
| 8  | Taciturn                   | 5:25  |                                                              |  |
| 9  | Influence of a Drowsy God  | 4:29  |                                                              |  |
| 10 | The Travelers Pt. 2        | 3:01  |                                                              |  |
| 11 | Last of the Real           | 3:01  |                                                              |  |
| 12 | Gallows Humor (Rough Demo) | 3:30  | Bonustrack der nur auf der japanischen Edition enthalten ist |  |

## Chartplatzierungen
House of Gold & Bones – Part 1 platzierte sich nur in Österreich erfolgreicher in den Charts, wo es bis auf Platz vier kam. In Deutschland und den USA (Platz sieben), sowie der Schweiz (Platz acht), schnitt das Album schlechter als die Vorgänger ab. Auch in Großbritannien erreichte das Album lediglich Platz 13. Die ausgekoppelten Singles Gone Sovereign und Absolute Zero schafften es nicht sich in den regulären Hitlisten zu platzieren.
| ChartsChartplatzierungen       | Höchstplatzierung | Wochen |
| ------------------------------ | ----------------- | ------ |
| Deutschland (GfK)              | 7 (5 Wo.)         | 5      |
| Österreich (Ö3)                | 4 (9 Wo.)         | 9      |
| Schweiz (IFPI)                 | 8 (4 Wo.)         | 4      |
| Vereinigte Staaten (Billboard) | 7 (14 Wo.)        | 14     |
| Vereinigtes Königreich (OCC)   | 13 (3 Wo.)        | 3      |

## Tournee
Die erste Show der anstehenden Album-Tour fand am 28. Oktober im Woolys in Des Moines, Iowa statt. Bereits am 5. Oktober teilte die Band auf ihrer Facebook-Seite mit, dass auf dieser Tour Johnny Chow die Bass-Parts übernehmen soll. Chow ist derzeit für Cavalera Conspiracy tätig und wird auch den Tour-Zyklus für House of Gold & Bones – Part 2 übernehmen. Begleitet wird die Band von Papa Roach, die parallel dazu ihr Album The Connection vorstellen.

## Gastmusiker
E-Bass auf sämtlichen Kompositionen
- Rachel Bolan

Gesang auf RU486
- Stubs
- Lady
- Truck
- Sinner

Instrumente auf The Travellers Pt. 1 und Tired
- Karen Graver – Erste Violine
- Kate Unrau – Zweite Violine
- Anna Redekop – Viola
- Kevin Fox – Cello

Weitere Beiträge
- Ty Reveen – Stimme von „Reveen the Impossibilist“